# 義原武敏
義原 武敏（よしはら たけとし、1937年7月29日 - 2010年）は、島根県安来市出身の元プロ野球選手（投手）。

## 来歴
安来中学校（現在の安来市立第一中学校）から米子東高校に進学。高校再編に伴って野球部員が分散を余儀なくされ戦力が手薄となっていたため1年春から先発投手として起用される。1953年秋季中国大会県予選決勝で境高の米田哲也に投げ勝ち本大会に進むが、準決勝でエース横溝桂を擁する岡山東商に敗れ春の選抜出場を逸する。2年時の1954年には阪神軍でプレー経験がある監督の大橋棣の下、夏の甲子園に出場。1回戦は滝川高に延長11回サヨナラ勝ち。2回戦に進出するが、榎本喜八らのいた早稲田実に敗れる。1954年は持病の肋間神経痛のため精彩を欠き、夏の県予選は準決勝で倉吉東高に敗退した。中学・高校の1年後輩に、海外からの引き揚げによる年齢超過が認められ、1956年に19歳で夏の甲子園に出場した長島康夫投手（富士鉄広畑）がいる。
1956年に読売ジャイアンツへ入団。新人ながら6勝を挙げてチームはリーグ優勝。同年の西鉄ライオンズとの日本シリーズには第5戦にリリーフ登板、チームが8回に逆転し義原に勝ち星が付いた。第6戦も7回からリリーフで登板し1イニングを無失点で抑えるが、チームは敗退し日本一を逃した。翌1957年は7勝を挙げ、チームもリーグ優勝。日本シリーズは2年連続で西鉄相手。第1戦で先発を任され、稲尾和久と投げ合う。3回までは一人も走者を出さぬ好投だったが、4回に連打を浴び1失点。6回には豊田泰光に本塁打を打たれこの回で降板。第3戦も先発で登板、再び稲尾との投手戦となり5回まで1安打ピッチングだったが、6回に突如崩れ敗戦投手となった。3年目の1958年からはリリーフで起用されるようになり、7勝を挙げ3年連続でリーグ優勝。西鉄との三度目の日本シリーズでも2試合に登板するが、またもチームは優勝を逃す。1959年は救援勝利6勝を挙げるなど、藤田元司（27勝）、安原達佳（12勝）に次いで、自身初の2桁勝利となる10勝を記録。南海ホークスとの日本シリーズでは1957年以来となる第1戦に先発。杉浦忠と投げ合うが、初回から乱調となり敗戦投手。第3戦は延長10回に登板するが決勝点を奪われまたも敗戦投手となり、チームも4連敗で4年連続でシリーズ優勝を逃した。1960年からは2勝、1勝と急激に成績を落とし、1961年オフに自由契約となる。
1962年に同じく巨人を自由契約となった黒田能弘と近鉄バファローズへ移籍する。しかし、わずか4試合の登板に留まりこの年に引退した。

## 人物
ドロップ、2種類のカーブ、シュートを武器とした。
1950年台後半の巨人は日本シリーズでなかなか勝てなかったこともあって、チームに元気がなかった。そこで、監督の水原茂は「試合中に下を向いたら罰金を取る！」と命令したが、皆どうしても下を向いてしまっていた。その中で義原だけは、打たれて下を向いたら相手にショック状態を教えるようなもの、との考えで、四球を出そうが本塁打を打たれようがマウンド上で平気な顔で上を向いていた。これに目を付けた川上哲治が義原に対して、「上を見るついでにマウンドで大声を出して笑ってみろ」と命じる。義原はこれを忠実に守り、いくら打ち込まれても「ワッハッハッ」と笑い続けた。この姿に、阪神タイガースの選手は「義原という投手は薄気味悪かった。打っても打っても勝ったような気がしなかった」と後年回想していたという。一方で、義原も本心で大笑いしていたわけではなく、笑いながら胸を張ってベンチへ戻ってきた際、打たれた悔しさの余り目に大きな涙をためていたことが何度もあった。ある時、新聞記者がそれを見つけて「泣くな義原、明日がある」と記事にしたという。

## 詳細情報

### 年度別投手成績
| 年 度     | 球 団     | 登 板 | 先 発 | 完 投 | 完 封 | 無 四 球 | 勝 利 | 敗 戦 | セ 丨 ブ | ホ 丨 ル ド | 勝 率 | 打 者 | 投 球 回 | 被 安 打 | 被 本 塁 打 | 与 四 球 | 敬 遠 | 与 死 球 | 奪 三 振 | 暴 投 | ボ 丨 ク | 失 点 | 自 責 点 | 防 御 率 | W H I P |
| --------- | --------- | ----- | ----- | ----- | ----- | -------- | ----- | ----- | -------- | ----------- | ----- | ----- | -------- | -------- | ----------- | -------- | ----- | -------- | -------- | ----- | -------- | ----- | -------- | -------- | ------- |
| 1956      | 巨人      | 34    | 12    | 1     | 1     | 0        | 6     | 3     | --       | --          | .667  | 408   | 97.0     | 81       | 2           | 50       | 2     | 2        | 66       | 1     | 2        | 36    | 23       | 2.13     | 1.35    |
| 1957      | 巨人      | 26    | 15    | 3     | 1     | 1        | 7     | 3     | --       | --          | .700  | 423   | 110.1    | 75       | 7           | 25       | 1     | 2        | 59       | 1     | 0        | 21    | 18       | 1.46     | 0.91    |
| 1958      | 巨人      | 38    | 9     | 0     | 0     | 0        | 7     | 5     | --       | --          | .583  | 543   | 134.1    | 104      | 11          | 35       | 2     | 6        | 111      | 2     | 0        | 47    | 40       | 2.67     | 1.03    |
| 1959      | 巨人      | 39    | 8     | 4     | 2     | 1        | 10    | 4     | --       | --          | .714  | 470   | 117.2    | 86       | 4           | 36       | 0     | 4        | 70       | 4     | 1        | 31    | 24       | 1.83     | 1.04    |
| 1960      | 巨人      | 27    | 8     | 2     | 0     | 0        | 2     | 6     | --       | --          | .250  | 298   | 75.1     | 69       | 4           | 16       | 2     | 3        | 34       | 0     | 0        | 23    | 20       | 2.37     | 1.13    |
| 1961      | 巨人      | 21    | 3     | 0     | 0     | 0        | 1     | 2     | --       | --          | .333  | 181   | 45.0     | 35       | 0           | 17       | 2     | 0        | 13       | 0     | 0        | 10    | 8        | 1.60     | 1.16    |
| 1962      | 近鉄      | 4     | 0     | 0     | 0     | 0        | 0     | 0     | --       | --          | ----  | 18    | 3.2      | 6        | 0           | 2        | 0     | 0        | 2        | 0     | 0        | 1     | 0        | 0.00     | 2.18    |
| 通算：7年 | 通算：7年 | 189   | 55    | 10    | 4     | 2        | 33    | 23    | --       | --          | .589  | 2341  | 583.1    | 456      | 28          | 181      | 9     | 17       | 355      | 8     | 3        | 169   | 133      | 2.05     | 1.09    |

### 記録
- 初登板：1956年3月24日、対中日ドラゴンズ1回戦（後楽園球場）、9回表に2番手で救援登板・完了、1回無失点
- 初先発登板：1956年3月28日、対大洋ホエールズ2回戦（川崎球場）、2回2/3を2失点で勝敗つかず
- 初勝利：1956年4月24日、対国鉄スワローズ5回戦（茨城県営堀原公園野球場）、5回表に2番手で救援登板・完了、5回1失点（自責点0）
- 初先発勝利：1956年5月6日、対中日ドラゴンズ7回戦（後楽園球場）、6回1/3を3失点
- 初完投勝利・初完封：1956年7月15日、対大洋ホエールズ14回戦（川崎球場）

### 背番号
- 34 （1956年 - 1961年）
- 36 （1962年）